# チャンネル生回転TV Allザップ!
チャンネル生回転TV Allザップ!（チャンネルなまかいてんテレビ オールザップ）は、2014年10月6日から2016年3月25日までBSスカパー!で放送されていたバラエティ番組。この番組はスカパー!に加入していなくても無料で視聴できた。

## 概要
- スカパー!で放送中の音楽、趣味・娯楽、ドキュメンタリー、映画などの番組をザッピングしながら紹介する番組。

### 本番組開始前の特別番組
- 本番組開始前の2014年9月27日の21:00-24:00にかけては特別番組『256チャンネル一挙大公開!ザップ!エンターテインメント』（にひゃくごじゅうりくチャンネルだいこうかいザップエンターテインメント）が放送されていた。この特番では小籔千豊、京本政樹、有村昆、山里亮太（南海キャンディーズ）、森永卓郎、橋本マナミが出演した。
- その同番組でも同時刻にスカパー!各チャンネルで放送されていた番組をザッピングしていた。22時すぎにはフジテレビONEの『競馬予想TV!』のスタジオとも中継を結び、司会の見栄晴、横山ルリカ、解説者の松本ヒロシ（競馬エイト所属のトラックマン）との掛け合いトークもあった[2]。

## 枠拡大
- 2015年9月22日に翌3:00までの「秋の4時間スペシャル」を放送。

## 出演者

### MC
番組終了時
- 火曜日：望月理恵（セント・フォース所属）
- 木曜日：中村豪（やるせなす）

過去
- 月・水・金曜日：中村豪
- 火・木曜日：望月理恵

### ザッパー/ウォッチャー
番組終了時
- 日替わりで1名（春日太一、ブルボンヌ、三宅智子等）

過去
- 月曜日：近藤千尋
- 火曜日：横山ルリカ（アイドリング!!!）
- 水曜日：大場美奈（SKE48）
- 木曜日：鈴木あや
- 金曜日：週替わり出演

### ゲスト
- 日替わりで1～数名

### ザッピング番組の解説役
番組終了時
- BSスカパー！非公認女子アナウンス部の女子アナ研修生から2名（佐藤聖羅、青木歌音、糸原美波、宇野結香、NANAP等）

過去
- セント・フォース所属の女性キャスターが日替わりで1名

出演したキャスターはその日の番組終盤（20:45-21:00）の「日替わりセントフォース お天気&スカパー!予報」も担当。

## 日替わりセントフォース お天気&スカパー!予報
旬とお天気
セントフォースの女性キャスターが旬の食材を中心としたレシピを紹介しつつ実際に料理をする。料理が完成するまでE-天気.netで放送の明日のお天気を解説。
スカパー!予報
スカパー!、またはスカパー!プレミアムサービスの今後の注目番組を紹介。